# Atlético de Rafaela
Asociación Mutual Social y Deportiva Atlético de Rafaela, zwykle zwany w Argentynie jako Atlético de Rafaela, jest argentyńskim klubem sportowym, znanym przede wszystkim ze swojej sekcji piłkarskiej i mającym siedzibę w mieście Rafaela.
Derby miasta Rafaela rozgrywane są pomiędzy Atlético de Rafaela a Club Sportivo Ben Hur.

## Osiągnięcia
- Mistrz drugiej ligi: 2002/03 (Apertura), 2002/03 (Clausura), 2010/11

## Historia
Club Atlético Argentino de Rafaela został założony w roku 1907 w mieście Rafaela w prowincji Santa Fe. W roku 1915  nazwa klubu zmieniła się na Club Atlético de Rafaela. W roku 1951 rozpoczęto budowę klubowego stadionu Estadio Monumental de Barrio Alberdi.
Klub w roku 1988 przekształcił się w organizację typu „non-profit” i zmienił swą nazwę na obecnie obowiązującą - Asociación Mutual Social y Deportiva Atlético de Rafaela. Już w rok później klub osiągnął drugą ligę argentyńską pokonując Atlético Ledesma de Jujuy 3:0.
Atlético de Rafaela przez 14 lat grał w drugiej lidze aż wreszcie wygrał turniej Apertura w roku 2002 i Clausura w 2003 co dało bezpośredni awans do pierwszej ligi. Po przegraniu baraży w sezonie 2003/04 z Huracán de Tres Arroyos, Atlético de Rafaela wrócił do drugiej ligi. W następnym sezonie była szansa ponownego awansu do pierwszej ligi, ale zapobiegła temu barażowa porażka z Argentinos Juniors. Klub pozostał w drugiej lidze, w której gra do dziś.

## Kibice
Kibice klubu Atlético de Rafaela zwani są „Cremosos” albo „Celestes”,  a największą zorganizowaną grupą kibiców, która jeździ z drużyną na wszystkie mecze, jest „Barra de los Trapos”.